# Mileștii Mici (Bodega)

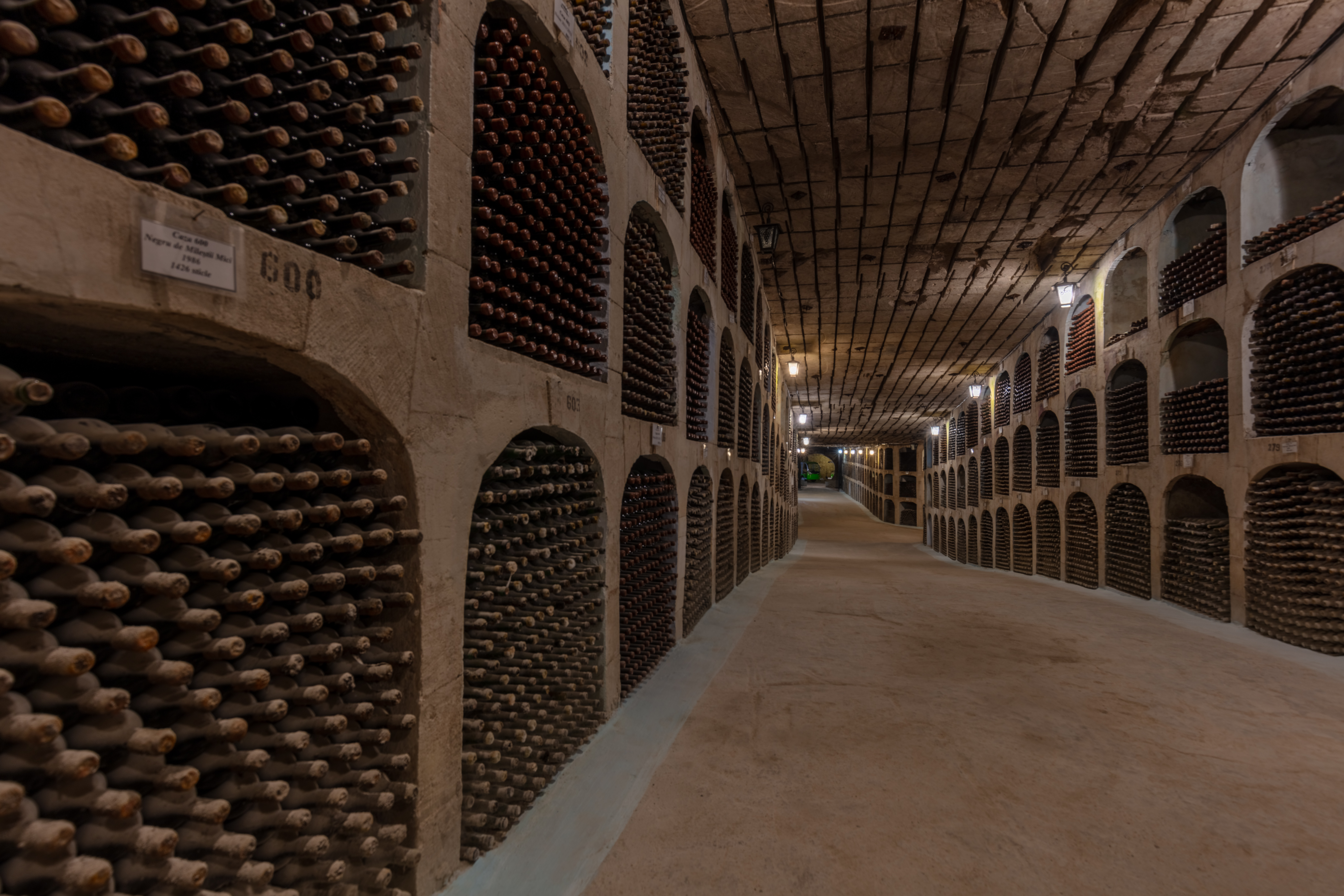
Las bodegas de Milestii Mici.

"Milestii Mici ÎS fábrica de vino de calidad" (de forma abreviada: CVC Milestii Mici ) es un productor de vino de la República de Moldavia . La bodega es conocida especialmente por los más de 50 km de galerías subterráneas, transformadas en bodegas de vino en la localidad homónima, ubicada a 30 km al sur de la capital, Chisináu .
En septiembre de 2002, CVC Milestii Mici presentó sus vinos de colección en Estrasburgo en las instalaciones de la Asamblea General Parlamentaria del Consejo Europeo. La presentación contó con la presencia de más de 500 parlamentarios europeos, quienes dieron un gran reconocimiento a la calidad de los vinos Milestii Mici.

## Bodega

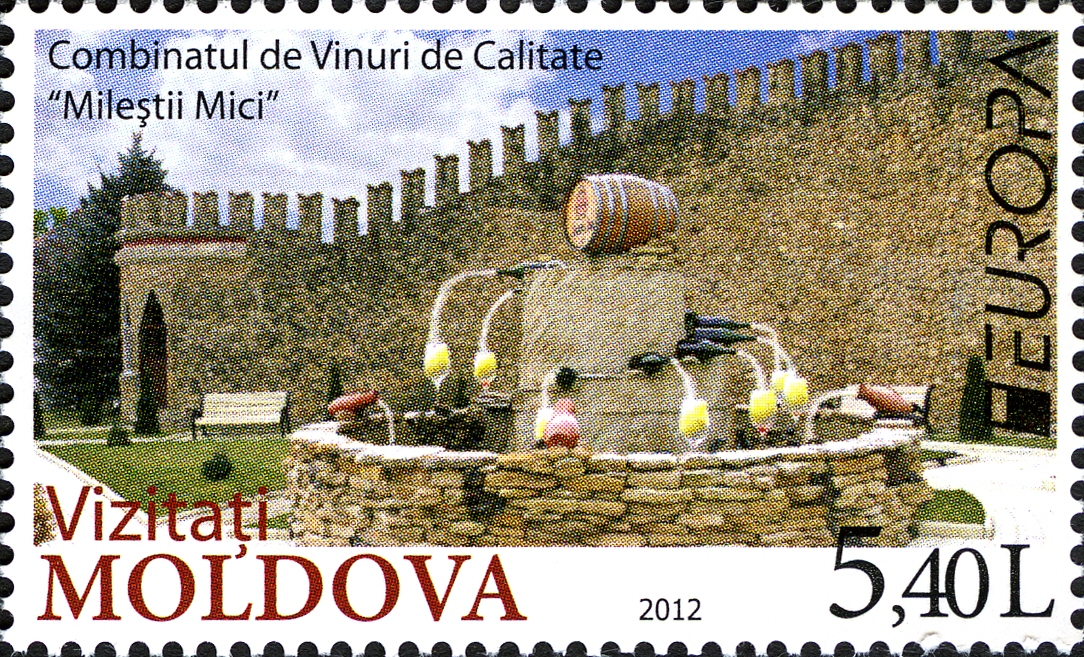
Sello de la República de Moldavia dedicado a la bodega Milestii Mici.

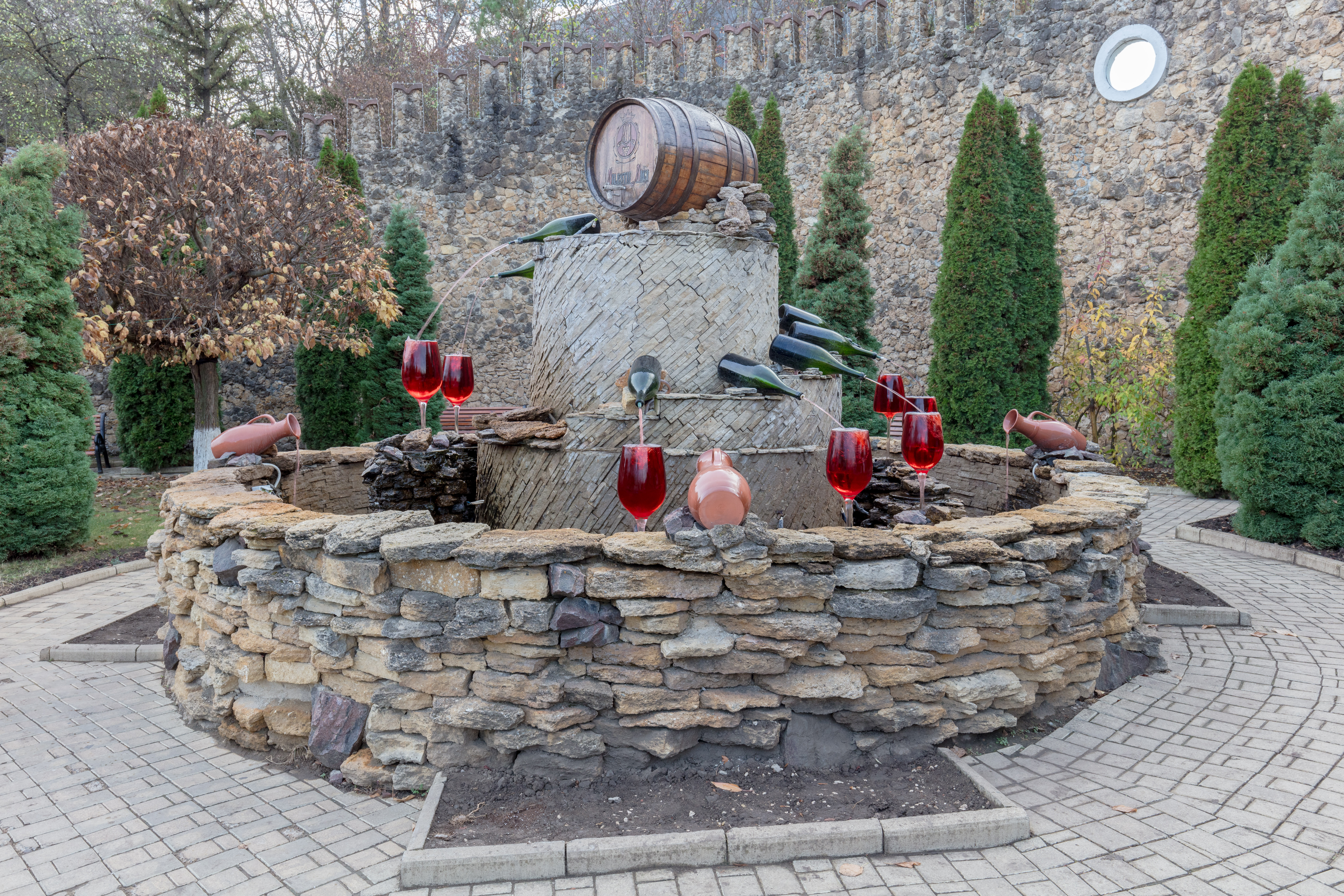
En el patio de la bodega Milestii Mici.

En agosto de 2005, la "Colección Dorada" de Milestii Mici se registró en el Libro Guinness de los Récords como la colección de vinos más grande del mundo. Aquí se guardan vinos que tienen décadas de antigüedad. Alrededor de 2 millones de botellas de vino se conservan en la colección y los vinos se consumen tanto en el país, como en el extranjero.
La temperatura permanece constante a lo largo de todo el año, con una variación mínima de 12 y los 14 °C y la humedad relativa del 85-95%. Los vinos que aquí se guardan se elaboran a partir de la vendimia de diferentes años, entre 1968 y 1991
La longitud total de las galerías es de 200 km, de los cuales aprox. 55 km (un área de 182 mil m²) se utilizan con fines tecnológicos. El espesor de la capa de tierra, hasta la superficie, varía desde los 30 a 85 m. Las grandes barricas de roble fueron ensambladas en la empresa entre los años setenta y ochenta y su capacidad varía de 600 a 2000 litros de vino.
Las galerías de piedra caliza se pueden recorrer tanto a pie como en transporte subterráneo, entre los callejones alumbrados por faroles, con nombres de " Cabernet, Aligote, Fetească ", que nos hacen imaginar que estamos en una verdadera ciudad vinícola subterránea. Las galerías subterráneas de Milestii Mici son visitadas constantemente por las delegaciones oficiales del estado, pero también por numerosos turistas.

## Vinos
Los vinos que se almacenan aquí se elaboran a partir de culturas de diferentes años desde 1969. Las uvas incluyen Pinot, Traminer, Moscatel, Riesling, Dnestrovscoie, Milestscoie, Codru, Negru de Purcari, Trandafirul Moldovei, Auriu y Cahor-Ciumai.